# Neocheiropteris zippelii
Neocheiropteris zippelii là một loài thực vật có mạch trong họ Polypodiaceae. Loài này được (Blume) Bosman miêu tả khoa học đầu tiên năm 1991.